# Killingly
Killingly ist eine Stadt im Windham County im US-Bundesstaat Connecticut, Vereinigte Staaten, mit 17.100 Einwohnern (Stand: 2004). Die geographischen Koordinaten sind: 41,84° Nord, 71,87° West. Das Stadtgebiet hat eine Größe von 129,5 km².
Der Ort besteht aus dem Borough Danielson sowie den Dörfern (Villages)  Attawaugan, Ballouville, Dayville, East Killingly, Rogers und South Killingly.

## Persönlichkeiten
- Francis Alexander (1800–1880), Porträtmaler und Grafiker
- Ruth Wallis (1920–2007), pseudonym von Ruth Shirley Wohl, Kabarettsänger und Komikerin (geboren in South Killingly)